# Imperija
«Imperija» (Империя) — песня в исполнении македонских певцов Эсмы Реджеповой и Влатко Лозаноски, которая была первоначально выбрана представлять Македонию на конкурсе песни «Евровидение 2013», но чуть позже 8 марта 2013 года стало официально известно что песня будет изменена на другую.